# ウースター (軽巡洋艦)
| ウースター（1949年11月） |                                                                                             |
| 艦歴                     |                                                                                             |
| 発注:                    |                                                                                             |
| 起工:                    | 1945年1月29日                                                                               |
| 進水:                    | 1947年2月4日                                                                                |
| 就役:                    | 1948年6月26日                                                                               |
| 退役:                    | 1958年12月19日                                                                              |
| 除籍:                    | 1970年12月1日                                                                               |
| その後:                  | 1972年7月5日にスクラップとして売却                                                          |
| 性能諸元                 |                                                                                             |
| 排水量:                  | 14,700 トン                                                                                 |
| 全長:                    | 680 ft                                                                                      |
| 全幅:                    | 71 ft                                                                                       |
| 吃水:                    | 26 ft                                                                                       |
| 機関:                    | ゼネラル・エレクトリック・タービン、4缶、4軸推進、120,000 shp                               |
| 最大速:                  | 33ノット                                                                                    |
| 航続距離:                | 8,000 海里（15ノット時）                                                                    |
| 兵員:                    | 士官、兵員1,401名                                                                           |
| 兵装:                    | 6インチ砲12門、3インチ砲24門、 20mm機銃12基                                                 |
| 艦載機:                  | カーチス SC-1(1948-1949) シコルスキー HO3-S ドラゴンフライ(1949-) ドローン「デニー」(1949-) |

ウースター(USS Worcester, CL-144)は、アメリカ海軍の軽巡洋艦。ウースター級軽巡洋艦の1番艦。艦名はマサチューセッツ州ウースターに因む。その名を持つ艦としては2隻目。

## 艦歴
ウースターは1945年1月29日にニュージャージー州カムデンのニューヨーク造船所で起工する。1947年2月4日にグロリア・アン・サリヴァン（マサチューセッツ州ウースター市長の娘）によって命名、進水し、1948年6月26日にフィラデルフィア海軍造船所で艦長T・B・デュガン大佐の指揮下就役した。
ウースターは巡洋艦サイズと駆逐艦の操縦性を持ち合わせ、水上目標同様に航空機に対処できる主砲を装備し、第二次世界大戦中の戦訓の多くを具体化した。ウースターと姉妹艦のロアノーク (USS Roanoke, CL-145) は二つの機能を兼ねた巡洋艦の典型であった。
就役後第10巡洋艦戦隊 (CruDiv 10) に配属されたウースターは初年度を艤装および東海岸での整調訓練で過ごし、続いて信頼性試験を行った。1949年の夏にグアンタナモ湾で初めての大規模演習に参加し、ジャマイカのキングストンを訪問した。9月6日に地中海に向けてロードアイランド州ニューポートを出航し、10日後にジブラルタルに到着する。同月末に第6艦隊との最初の展開を行い、マルタ、チュニジアのビゼルト、フランスのゴルフェ・フアン、ギリシャのアルゴストリ、ファーレロン湾、トルコのイスカンダルン、イタリアのトリエステとヴェネツィア、ジブラルタルを訪問した。この配備中に空母レイテ (USS Leyte, CV-32)、重巡洋艦デモイン (USS Des Moines, CA-134) を始めとする任務部隊と艦隊演習を行う。ウースターは12月10日にノーフォークに帰還した。
ウースターはニューポートからノーフォーク、プエルトリコ南方まで東海岸で作戦活動に従事し、フィラデルフィアを訪問後1950年の春に再び第6艦隊に配備される。5月3日にノーフォークを出航し、13日にリスボンに到着、その後地中海入りした。
地中海での訓練および演習の間に、ウースターはシチリア島のアウグスタ、ビゼルト、ジェノヴァ、ラ・スペツィア、フランス南部のゴルフェ・フアンを訪問し、7月20日にファーレロン湾に入る。同湾には1週間停泊し、ウースターは僚艦と共に地中海で活動を行っていたが、6月25日に朝鮮戦争が勃発、7月27日にフレッド・T・ベリー (USS Fred T. Berry, DDE-858)、ケプラー (USS Keppler, DDE-765)、ノリス (USS Norris, DDE-859)、マカフェリー (USS McCaffrey, DDE-860)からなる第21駆逐艦分隊 (DesDiv21) と共にファーレロン湾を出航した。艦隊は29日の朝にエジプトのサイド港に到着し、同日午後にスエズ運河を通過した。
艦隊はコロンボに到着、8月7日から9日まで燃料補給を行い、マラッカ海峡へ向かった。バシー海峡を通過し沖縄の中城湾に8月19日に到着した。途中ウースターは中国軍の台湾攻撃を警戒した。
ナヴァソタ (USS Navasota, AO-106)から燃料補給後、ウースターは20日に中城湾を出航し、台湾哨戒部隊と合流するため基隆へ向かう。
21日に部隊と合流し、ウースターは22日から26日まで基隆に停泊、27日に第77任務部隊の護衛として出航した。同部隊はフィリピン・シー (USS Philippine Sea, CV-47)、ヴァリー・フォージ (USS Valley Forge, CV-45) を中心として形成され、韓国沖合の黄海で活動した。
翌28日にノリスと共に第77任務部隊に合流、朝鮮半島南西部の敵部隊に対する作戦活動のため黄海へ向かう。空母艦載機は連日北朝鮮の地上部隊に対する攻撃を行い、その間ウースターは北朝鮮空軍の反撃に対する護衛を行った。ウースターの艦載ヘリコプターは近海で不時着水したパイロットの救助任務を担当した。
9月4日、ウースターのレーダーは13:31に未確認機を発見する。ヴァリー・フォージから発艦した4機のF4U コルセアはすぐに所属不明の、機種が尖り、逆ガル翼で単尾翼の双発爆撃機を報告した。その機は赤い星マークをつけていた。19:45、フレッチャー (USS Fletcher, DDE-445) によって目標へ誘導されたF4U隊は未確認機を49マイル先へと追い払った。
翌日ウースターは未確認機の編隊が東方から接近するのをレーダーで察知、11:08に総員配置となり、敵機の攻撃を避けるため20ノットで巡航した。3分後、ウースターは6インチ主砲の一斉射撃を未確認機の方向に向けて三度行う。その後未確認機の編隊は偵察飛行中のイギリス軍のサンダーランド飛行艇であると判明した。21:43にウースターは戦闘配置を解除し、第77任務部隊と共に巡航を再開した。
9月6日は朝鮮半島沖合で対空射撃訓練を行うため、艦載ヘリコプターをフィリピン・シー (USS Philippine Sea, CV-47) へ移動させる。訓練後にヘリコプターはウースターに復帰し、その後佐世保に向かい燃料、弾薬、物資の補給を行う。
ウースターは9月7日から9月10日まで佐世保に停泊し、9月11日の05:32に再び第77任務部隊と出航した。艦隊は国連軍の仁川上陸作戦支援のため黄海に向かった。
上陸は9月15日に行われ、ウースターは上陸部隊支援のため高速空母任務部隊の護衛を行った。その後9月20日に第95.2任務群と共に浦項に対して艦砲射撃を行う。続いて済州島、対馬方面に向かい、ウースターはヘレナ (USS Helena, CA-75) と共に浦項の12マイル北を巡航した。
その後も第95.2任務群と共に朝鮮半島沖合の偵察を続ける。24日の06:00に火力支援任務をヘレナと交代し、ヘレナは佐世保に向かった。艦載ヘリコプターが対潜哨戒を行っている間、ウースターは08:05に、沿岸に終結する北朝鮮軍に対して砲撃を行った。その日一日ウースターは精密なピンポイント砲撃を行い、その後駆逐艦サミュエル・N・ムーア (USS Samuel N. Moore, DD-747) と砲撃任務を交代、ブラッシュ (USS Brush, DD-745) と共にその夜火力支援海域を偵察した。
ウースターは1950年代の中頃に第6艦隊の下で4度の地中海配備を経験し、二度の北ヨーロッパ訪問を行った。この間に艦隊訓練演習に参加し、ノルウェーのベルゲン、デンマークのコペンハーゲン、アイルランドのダブリン、イギリスのポーツマスへの親善訪問を行った。海外配備の間に、ボストン、ノーフォークといった母港近くでの作戦活動も行われた。加えてカリブ海、西インド諸島といった温暖な海域での作戦活動も行なった。
ウースターは1956年1月に大西洋から太平洋艦隊に配属され、第7艦隊の下で二度の配備を行う。佐世保、横須賀、香港、マニラ、また函館、長崎、下田、横浜、神戸といった都市を頻繁に訪れた。母港のカリフォルニア州ロングビーチに帰還したときは、近海での作戦活動に従事した。

### 退役
1958年9月2日、ウースターはロングビーチを出航し不活性化のためメア・アイランド海軍造船所へ向かう。1958年12月19日にメア・アイランドで退役し、同時に予備役艦として保管されることとなり、ウースターはサンフランシスコで係留された。その後ワシントン州ブレマートンに牽引され、1972年7月5日にオレゴン州ポートランドのジデル・エクスプロレーションズ社に売却された。
約200トンにおよぶウースターの装甲板はイリノイ州バタヴィアのフェルミ国立加速器研究所に送られ、粒子加速器および実験ラインで吸収保護材として使用されている。ロアノーク (USS Roanoke, CL-145) も約200トンの装甲板を供給した。また、ボルチモア級のメーコン (USS Macon, CA-132)、フォール・リバー (USS Fall River, CA-131)、ボルチモア (USS Baltimore, CA-68)もそれぞれ300トンの装甲板を供給し、エセックス級空母5隻（プリンストン (USS Princeton, CV-37)、アンティータム (USS Antietam, CV-36)、バンカー・ヒル (USS Bunker Hill, CV-17)、フィリピン・シー (USS Philippine Sea, CV-47)、レイク・シャンプレイン (USS Lake Champlain, CV-39)）はそれぞれ600トンの装甲板を供給した。
ウースターは朝鮮戦争の戦功で2個の従軍星章を受章した。